# Back to the Light
Back to the Light — музичний альбом гурту Браяна Мея. Виданий року лейблом Parlophone у Британії та Hollywood Records у США. Загальна тривалість композицій становить 51:12. Альбом відносять до напрямку рок.

## Список пісень
1. «Too Much Love Will Kill You»
2. «Nothin' but Blue»
3. «The Dark»
4. «Back to the Light»
5. «Ressurection»
6. «Driven by You»
7. «Love Token»
8. «I'm Scared»
9. «Last Horizon»
10. «Let Your Heart Rule Your Head»
11. «Rollin' Over»
12. «Just One Life»